# Julie Bonnevie-Svendsen
Julie Bonnevie-Svendsen (* 16. April 1987) ist eine ehemalige norwegische Biathletin.
Die in Nittedal lebende Studentin betreibt seit 1992 Biathlonsport. International startete Julie Bonnevie-Svendsen erstmals 2004 bei Europacuprennen in Geilo. Im Einzel kam sie dabei auf Anhieb auf den zweiten Platz hinter Irina Moschewitina, im Sprint wurde sie Dritte. Höhepunkt der ersten Saison 2004/05 war die Teilnahme an den Juniorenweltmeisterschaften in Kontiolahti. Beste Platzierung war ein siebter Platz in der Verfolgung. Nach weiteren guten Platzierungen zu Beginn der Saison 2005/06 im Europacup rückte Bonnevie-Svendsen in den Biathlon-Weltcup auf. Schon in ihrem ersten Rennen, einem Einzel in Hochfilzen, erreichte sie als 15. ihre ersten Weltcuppunkte. Bei den Juniorenweltmeisterschaften des Jahres in Presque Isle verpasste sie als Vierte im Sprint und mit der Staffel Medaillenplätze nur knapp. Ein Jahr später gewann sie in Martell mit Staffelbronze ihre erste Medaille. Bei der WM 2008 in Östersund belegte Julie Bonnevie-Svendsen mit Platz 8 im Sprint erstmals einen Rang in den Top 10.

## Biathlon-Weltcup-Platzierungen
Die Tabelle zeigt alle Platzierungen (je nach Austragungsjahr einschließlich Olympische Spiele und Weltmeisterschaften).
- 1.–3. Platz: Anzahl der Podiumsplatzierungen
- Top 10: Anzahl der Platzierungen unter den ersten zehn (einschließlich Podium)
- Punkteränge: Anzahl der Platzierungen innerhalb der Punkteränge (einschließlich Podium und Top 10)
- Starts: Anzahl gelaufener Rennen in der jeweiligen Disziplin
- Staffel: inklusive Mixed- und Single-Mixed-Staffeln

| Platzierung                      | Einzel | Sprint | Verfolgung | Massenstart | Staffel | Gesamt |
| -------------------------------- | ------ | ------ | ---------- | ----------- | ------- | ------ |
| 1. Platz                         |        |        |            |             | 1       | 1      |
| 2. Platz                         |        |        |            |             |         |        |
| 3. Platz                         |        |        |            |             |         |        |
| Top 10                           |        | 1      | 2          | 1           | 5       | 9      |
| Punkteränge                      | 3      | 10     | 9          | 5           | 5       | 32     |
| Starts                           | 4      | 17     | 12         | 5           | 5       | 43     |
| Stand: nach der Saison 2009/2010 |        |        |            |             |         |        |